# Jamal Salim
Omar Jamal Salim Magoola (né le 27 mai 1995 en Ouganda) est un joueur de football international ougandais, qui évolue au poste de gardien de but.

## Biographie

### Carrière en sélection
Il joue son premier match en équipe d'Ouganda le 10 juillet 2012, en amical contre le Soudan du Sud (score : 2-2).
Il participe avec l'équipe d'Ouganda à la Coupe d'Afrique des nations 2017 organisée au Gabon.

## Palmarès
| Express - Championnat d'Ouganda (1) : - Champion : 2011-12. |  | KCCA - Championnat d'Ouganda (2) : - Champion : 2012-13 et 2013-14. - Coupe d'Ouganda : - Finaliste : 2013-14. - Supercoupe d'Ouganda (2) : - Vainqueur : 2013 et 2014. |  | Al Merreikh Omdurman - Championnat du Soudan (1) : - Champion : 2015. - Coupe du Soudan : - Vainqueur : 2015. |